# Ломакин, Василий Андреевич
Василий Андреевич Ломакин (1899—1943) — полковник Рабоче-крестьянской Красной Армии, участник Великой Отечественной войны, Герой Советского Союза (1944).

## Биография
Василий Ломакин родился 28 декабря 1899 года в селе Царев (ныне — Ленинский район Волгоградской области). После окончания городского училища работал прессовщиком. В августе 1918 года Ломакин был призван на службу в Рабоче-крестьянскую Красную Армию. Участвовал в боях Гражданской войны. После её окончания продолжил службу в армии. Окончил в 1920 г. Саратовские пехотно-пулемётные командные курсы, курсы среднего командного состава, Военную академию имени Фрунзе. С 1943 года — на фронтах Великой Отечественной войны, командовал 195-й танковой бригадой 15-го танкового корпуса 3-й гвардейской танковой армии Брянского фронта. Отличился во время Курской битвы.
В период с 19 по 22 июля 1943 года бригада Ломакина в боях уничтожила 20 танков, 25 артиллерийских орудий, большое количество другой боевой техники, а также около двух пехотных батальонов вермахта. 22 июля 1943 года Ломакин погиб в бою за освобождение села Семёновка Залегощенского района Орловской области. Похоронен в Семёновке.
Указом Президиума Верховного Совета СССР от 4 июня 1944 года полковник Василий Ломакин посмертно был удостоен высокого звания Героя Советского Союза. Также посмертно был награждён орденом Ленина и медалью.